# 日本ビューホテル
日本ビューホテル株式会社（にほんビューホテル、英: Nippon View Hotel Co., Ltd.）は、東京都台東区に本社を置いていた、日本のホテル運営会社である。主にビューホテルブランドを展開していた。2023年10月に、ヒューリックホテルマネジメントに合併し解散。

## 沿革
- 1880年（明治13年）6月 - 創業。
- 1953年（昭和28年）5月 - 那須観光株式会社として設立。
- 1960年（昭和35年）7月 - 1号店となる那須ビューホテル開業。
- 1966年（昭和41年）12月 - 日本ビューホテル株式会社に商号変更。
- 2001年（平成13年）9月 - 負債約800億円で東京地方裁判所に民事再生手続開始の申立て申請。
- 2007年（平成19年）4月 - ホテルプラザ菜の花が系列に加入。
- 2009年（平成21年）4月 - ホテルグランビューガーデン沖縄開業。
- 2010年（平成22年）1月 - 那須ビューホテル閉館。
- 2011年（平成23年）4月 - 高崎ビューホテル、本社へ吸収合併。
- 2014年（平成26年）7月 - 東京証券取引所2部に上場[1]。
- 2015年（平成27年）
  - 7月 - 東京証券取引所1部に指定替え。
  - 11月2日 - 過半数の株式を保有していたエムシーピースリー投資事業有限責任組合から、ヒューリックが一部株式を取得。同社の持分法適用関連会社となる。エムシーピースリー投資事業有限責任組合は残る株式も大半を市場に売却し、主要株主から外れる[2][3]。
- 2017年（平成29年）
  - 5月3日 - 東京ドームホテル 札幌の運営を株式会社東京ドームから引き継ぎ、札幌ビューホテル大通公園として開館[4]。
  - 12月31日 - 高崎ビューホテルがビューホテルチェーンとしての営業を終了。翌年1月9日よりホテルグランビュー高崎と改称して営業を開始[5]。
- 2019年（令和元年）
  - 5月30日 - 福岡市にホテルグランビュー福岡空港が開業。
  - 8月29日 - 東京証券取引所1部上場廃止。
  - 9月1日 - 株式交換により、ヒューリックの完全子会社となる[6]。
- 2021年（令和3年）4月30日 - 秋田中央ビルディングに入る秋田ビューホテルを、ホテルやスキー場の運営を手掛けるアビラ（長野県飯山市）に事業譲渡[7]。
- 2022年（令和4年）
  - 3月31日 - 「ホテルグリーンパール那須」（栃木県那須町）がビューホテルチェーンとしての営業を終了[8]。
  - 4月30日 - 「ホテルグランビュー沖縄」（沖縄県那覇市）、「ホテルグランビューガーデン沖縄」（沖縄県豊見城市）、「ホテルグランビュー福岡空港」（福岡県福岡市）、「ホテルグランビュー石垣新川」（沖縄県石垣市）がビューホテルチェーンとしての営業を終了[9]。
  - 6月30日 - 「伊良湖ビューホテル」（愛知県田原市）がビューホテルチェーンとしての営業を終了[10]。7月1日より「伊良湖オーシャンリゾート」と改称して営業を開始[11]。
  - 6月30日 - 「成田ビューホテル」（千葉県成田市）がビューホテルチェーンとしての営業を終了[10]。7月1日より「アートホテル成田」と改称して営業を開始[12]。
  - 7月31日 -「郡山ビューホテル」、「郡山ビューホテルアネックス」（福島県郡山市）がビューホテルチェーンとしての営業を終了[13]。
- 2023年（令和5年）
  - 1月16日 - 「ぎょうけい館」（千葉県銚子市）がビューホテルチェーンとしての営業を終了[14]。
  - 3月31日 - 「那須高原ホテルビューパレス」（栃木県那須町）がビューホテルチェーンとしての営業を終了[15]。
  - 10月1日 - ヒューリックホテルマネジメントに合併し解散。

## ホテル一覧

### 直営ホテル
- 浅草ビューホテル
- 浅草ビューホテルアネックス 六区
- 両国ビューホテル （旧、ザ・ホテル ベルグランデ）
- 札幌ビューホテル大通公園
- 大阪ビューホテル本町
- おくたま路
- ホテルプラザ菜の花

### 提携ホテル
- 平ビューホテル
- 岡山ビューホテル

## 関連会社
- 日本ビューホテル事業株式会社